# Gui Bonsiepe
Gui Bonsiepe (nacido en Alemania, en 1934) es un diseñador industrial, teórico y docente del diseño. Estudió y posteriormente enseñó en la HfG (Hochschule für Gestaltung) en Ulm, Alemania. La HfG es considerada una progresión de la Bauhaus.

## Conceptos e influencia en Latinoamérica
El impacto de Bonsiepe sobre el diseño latinoamericano ha sido importante. Introdujo la idea del diseño proyectual y del diseño de información y ha publicado algunos libros en español. Sus  ideas sobre el diseño desde la  periferia han sido muy influyentes. Gui argumenta que el diseño se debe de hacer desde los mismos países, en el contexto en el que se vive.
Bonsiepe afirma que no existe una teoría del diseño como tal, sino un discurso del diseño. El diseño no cuenta con un cuerpo teórico propio, sino que toma prestadas teorías de otras disciplinas y las adapta al contexto del diseño. Sin embargo, promueve la madurez de la disciplina para que cuente con un cuerpo teórico sustentable que eleve al diseño al nivel de las ciencias sociales, ciencias exactas y las artes.
Otro punto medular de los escritos de Bonsiepe es la interfaz. Bonsiepe afirma que los diseñadores actualmente se obsesionan con el objeto, cuando en realidad la atención debe de estar puesta en el espacio donde la acción, el usuario y el objeto se articulan, que es precisamente el de la interfaz. Según Bonsiepe:

El esquema ontológico del diseño está compuesto por tres ámbitos unidos -como se expondrá a continuación- por una categoría central. En primer lugar existe un usuario o agente social, que desea efectivamente cumplir una acción. En segundo lugar se encuentra una tarea que él mismo quiere ejectuar, por ejemplo: cortar pan en fetas, pintarse los labios, escuchar música rock, tomarse una cerveza o aplicar el torno a una muela. En tercer lugar existe un utensilio o un artefacto que necesita el agente para llevar a término la acción -un cuchillo para el pan, un lápiz de labios, un walkman, un jarro de cerveza, una microturbina de precisión de alta velocidad (20.000 vueltas por minuto)-.

## Trayectoria profesional
Entre 1964 y 1967, en colaboración con su colega argentino Tomás Maldonado desarrolló el sistema de iconos para el proyecto de diseño de la empresa italiana Olivetti y la imagen corporativa para los grandes almacenes italianos La Rinascente.  Al cerrar sus puertas la HfG, Bonsiepe emigró a Chile para trabajar en la Organización Internacional del Trabajo, bajo el auspicio de Salvador Allende. Tras el golpe de Estado de 1973, Bonsiepe emigra a Argentina donde sigue practicando el diseño industrial dentro del marco institucional, y posteriormente, en 1981 continúa su trabajo en Brasil. En 1982 recibió un Premio Konex de Argentina por su trayectoria, junto a su colega Tomás Maldonado. En 1987 se muda a Estados Unidos, donde incursiona en el campo del Diseño de información, desarrollando interfaces de usuario humanas.
Era profesor de diseño de interface en KISD [Koeln International School of Design, en Colonia, Alemania]
Bonsiepe trabajo como docente en la Escuela Superior de Diseño Industrial en Río de Janeiro, 
Brasil.
Estando en Argentina trabajó en el CIDI (Centro de Investigación del Diseño Industrial). Una vez cerrado, arma su propio estudio llamado MM/B junto con Méndez Mosquera.
Desarrollaron proyectos relacionados al Mundial 1978 en Argentina:
- iluminación y mobiliario para las salas de prensa de los estadios mundialistas
- butaca de los estadios mundialistas (alta producción)
- paradas, techos de exteriores y cabinas de los estadios mundialistas
- y todo lo relacionado con la gráfica.

En 1979 desarrollan una cosechadora de yerba mate junto con Méndez Mosquera.